# Matteo da Campione

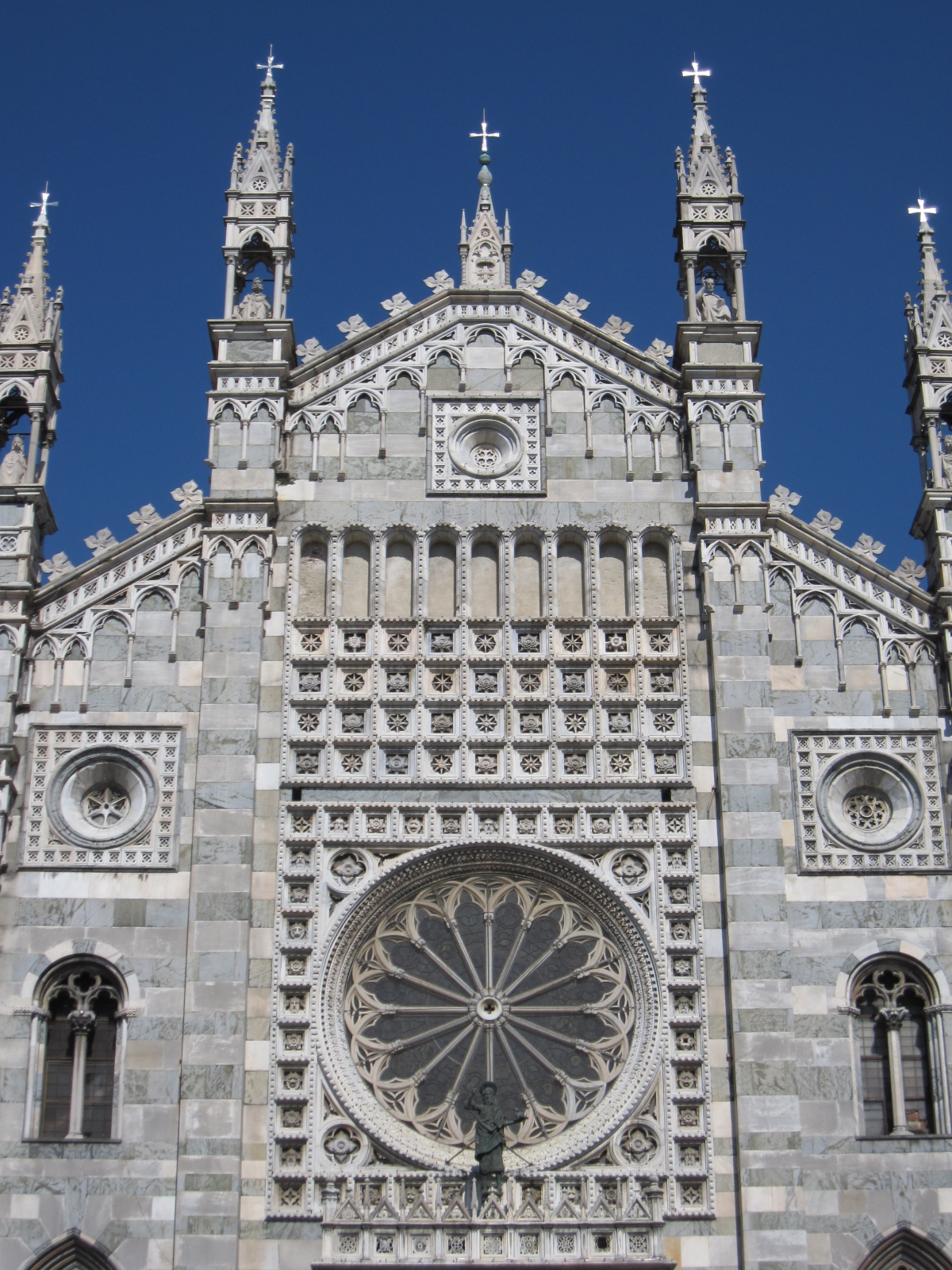
Fassade des Doms von Monza, Mitte des 14. Jahrhunderts

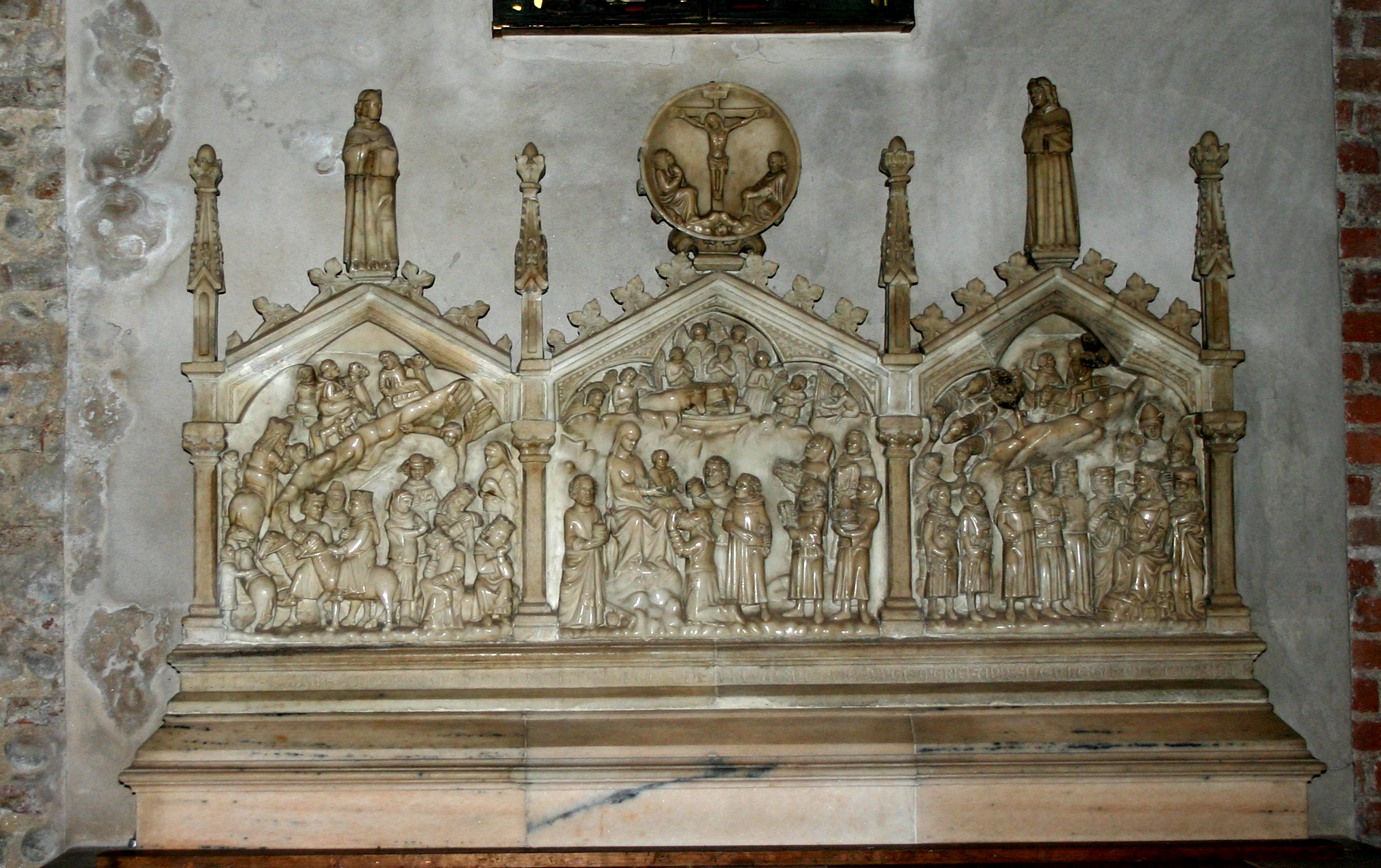
Dorsale in der Sant’Eustorgio in Mailand, Ende des 14. Jahrhunderts

Matteo da Campione (* 31. Mai 1335 in Campione d’Italia; † 24. Mai 1396 in Monza) war ein italienischer Bildhauer der Gotik. Es stammte aus Campione d’Italia, einer italienischen Enklave im Schweizer Kanton Tessin, und ist vor allem für seine Arbeit an der Fassade des Doms von Monza nördlich von Mailand in der Lombardei bekannt.

## Namensgebung
Matteo da Campione ist einer der Campionesischen Meister (it. Magistri Campionesi). Dies ist eine unter diesem Notnamen zusammengefasste Gruppe von mittelalterlichen Bildhauern, Steinmetzen und Architekten des 13. und 14. Jahrhunderts, die alle aus Campione d’Italia stammten. Der Name da Campione wurde aufgrund der geographischen Herkunft gegeben, er stellt keinen Familiennamen dar.

## Werke (Auswahl)
- Fassade des Doms zu Monza

Der Dom von Monza wurde 1300 im Auftrag der Visconti umgebaut, einer der großen Familien Italiens, die lange Zeit Mailand und die Lombardei regierte. Die Familie wollte mit Bauten in Monza ihren Herrschaftsanspruch untermauern. Mitte des 14. Jahrhunderts gestaltete Matteo da Campione in ihrem Auftrag die gotische Fassade des Doms in weißem Marmor-Grün. Trotz ihrer Pracht ist die Fassade des Doms noch traditionell lombardisch und passt sich an die Höhe des umgebauten Kirchenschiffes an.
- Monza gelangte zur Zeit Matteo da Campiones in das neu entstandene Herzogtum Mailand.
- Kanzel und Reliefs im Dom zu Monza

Matteo da Campione war in Monza als Architekt, aber auch als Bildhauer tätig. Er schuf die Kanzel und Reliefs am Baptisterium des Doms.
- Arbeiten am Dom zu Mailand

Manchen Vermutungen zufolge war Matteo nach 1390 auch am Entwurf und Bau des Mailänder Doms beteiligt, anderen Vermutungen zufolge hatte er den Auftrag dazu aber abgelehnt.
- Dorsale in Sant’Eustorgio in Mailand

Matteo wird ein Dorsale in der Basilica di Sant’Eustorgio in Mailand zugeschrieben, das die Anbetung der Könige zeigt.

## Letzter Vertreter eines campionesischen Stils
Die Kunst der Campionesen diente vor allem den Herrschern in Mailand und Verona. Zu Matteos Schaffenszeit hatte sich der ursprünglich typisch lombardische Stil der Campionesischen Meister bereits stark mit den anderen Stilrichtungen norditalienischer Kunst vermischt. Matteo gilt heute als einer der letzten Campionesischen Meister.

## Epitaph des Matteo da Campione

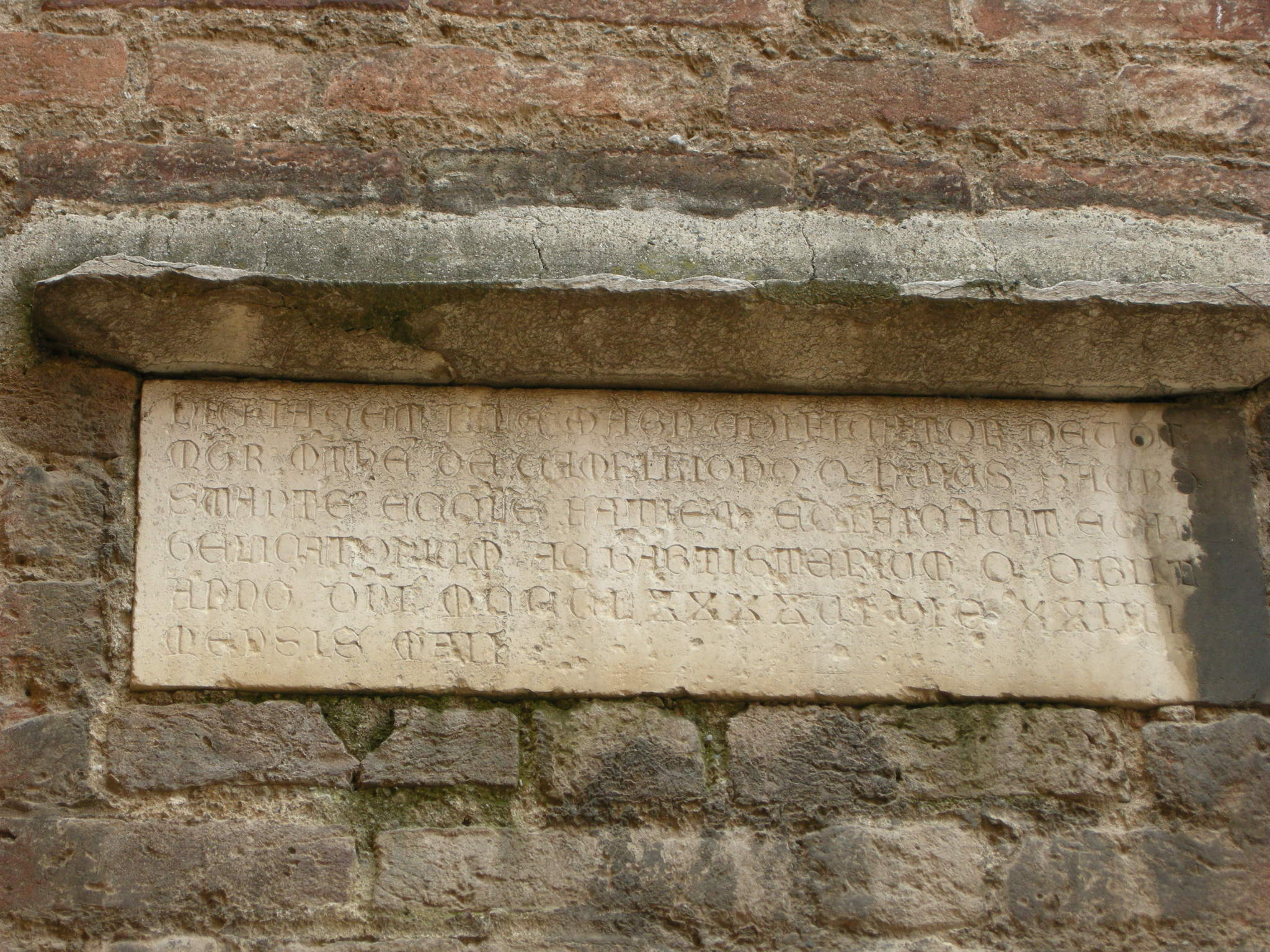
Epitaph des Matteo da Campione, Dom zu Monza

An der Cappella del Rosario des Doms zu Monza findet sich das Epitaph des Matteo da Campione. In der Inschrift wird er als großer Baumeister gelobt, und es wird auf seine Bildhauerarbeiten hingewiesen.